# Albizia ortegae
Albizia ortegae är en ärtväxtart som beskrevs av Nathaniel Lord Britton och Joseph Nelson Rose. Albizia ortegae ingår i släktet Albizia och familjen ärtväxter. Inga underarter finns listade i Catalogue of Life.